# Mykofenolan mofetylu
Mykofenolan mofetylu – organiczny związek chemiczny, lek immunosupresyjny, będący prolekiem. W organizmie ulega przekształceniu do postaci czynnej – kwasu mykofenolowego.

## Preparaty
CellCept, Limfocept, Mofimutral, Myclausen, Mycofenolat mofetil Actavis, Mycofenor, Mycophenolate Arrow, Mycophenolate mofetil Accord, Mycophenolate mfetil Alkem, Mycophenolate mofetil Apotex, Mycophenolate mofetil Astron, Mycophenolate mofetil Farmacon, Mycophenolate mofetil Ranbaxy, Mycophenolate mofetil Sandoz 250, Mycophenolate mofetil Sandoz 500, Mycophenolate mofetil Stada, Mycophenolate mofetil Teva, Myfenax, Myfortic 180 mg, Myfortic 360 mg, Mykofenolat mofetil Actavis, Nolfemic, Trixin.

Przeczytaj ostrzeżenie dotyczące informacji medycznych i pokrewnych zamieszczonych w Wikipedii.